# Edin Šehić
Edin Šehić (ur. 3 lutego 1995 w Zagrzebiu) – bośniacki piłkarz, grający na pozycji pomocnika lub napastnika.

## Kariera piłkarska

### Kariera klubowa
Wychowanek NK Zagreb, w barwach którego w 2013 rozpoczął karierę piłkarską. 22 kwietnia 2017 przeszedł do Hajduka Split. 12 lutego 2018 został wypożyczony do NK Rudar Velenje, a po pół roku wrócił do Hajduka. 22 stycznia 2019 zasilił skład Worskły Połtawa.

### Kariera reprezentacyjna
W 2013 bronił barw reprezentacji U-18, a w 2014 młodzieżowej reprezentacji Bośni i Hercegowiny.

## Sukcesy i odznaczenia

### Sukcesy piłkarskie
NK Zagreb
- mistrz 2. HNL: 2013/14